# Zorzines masculina
Zorzines masculina är en fjärilsart som beskrevs av Inoue 1988. Zorzines masculina ingår i släktet Zorzines och familjen nattflyn. Inga underarter finns listade i Catalogue of Life.